# 命令論理
命令論理（めいれいろんり、英: Imperative logic）は、命令文に関する論理学の一分野である。命令文は命題を表すのか。あるいは、より一般的に、真偽は命令論理の意味論においてどんな役割を果たすのか。平叙文の場合とは対照的に、こうしたことはまったく明らかではない。それゆえ、命令論理のどんな側面についても、意見の一致はほとんど見られない。

## ヨルゲンセンのジレンマ
論理学の主要な関心の一つは、論理的妥当性である。命令文を用いた推論は妥当でありうるように思われる。次の推論を考えよ。
P1. 机からすべての本を取り去れ。
P2. 『算術の基礎』が机の上にある。
C1. ゆえに、『算術の基礎』を取り去れ。
しかし、ある推論が妥当であるのは前提から結論が導かれる場合である。これは、結論を信じるべき理由を前提が与えてくれるという意味であり、あるいは別の表現をすれば、前提の真理性が結論の真理性を決定するという意味である。命令文は真でも偽でもなく、信念の適切な対象でもないので、論理的妥当性の標準的説明のいずれも命令文を含む推論には適さない。
ここにジレンマがある。命令文を含む推論は妥当でありうるか妥当でありえないかのどちらかである。一方では、そうした推論が妥当でありうるならば、われわれは新たな（もしくは拡張された）論理的妥当性の説明とそれに伴う詳細を必要とする。しかしそうした説明を与えることは困難であるように思われる。他方、もしそうした推論が妥当ではありえない（そうした推論はすべて非妥当であるかあるいは妥当性という概念は命令文には適用できないという理由で）ならば、上記の推論に関するわれわれの論理的直観は間違いだということになる。いずれの答えも問題含みであるように思われるため、これはヨルゲンセンのジレンマとして知られるようになった。ヨルゲンセンのジレンマという名は、ヨルゲン・ヨルゲンセンに由来する。
この問題はゴットロープ・フレーゲによって注のなかで最初に言及されたが、ヨルゲンセンによってより洗練した定式化が与えられた。

## ロスのパラドックス
アルフ・ロスは、命令的推論のあらゆる説明に対する潜在的な問題が存在することに気づいた。古典論理は次の推論を妥当とする。
P1. 部屋は片付いている。（The room is clean.）
C1. ゆえに、部屋は片付いているかまたは草は緑であるかだ。（Therefore, the room is clean or grass is green.）
この推論は選言導入と呼ばれる。しかし、同様の推論は命令文にとって妥当ではないように思われる。次を考えよ。
P1. 部屋を片付けよ。（Clean your room!）
C1. ゆえに、部屋を片付けよ、さもなくば家を焼き払え。（Therefore, clean your room or burn the house down!）
ロスのパラドックスは、妥当性の標準的説明に修正や追加を加えようとする人が直面する課題を浮き彫りにしている。その課題は、妥当な命令的推論とは何を意味するのか、である。妥当な平叙的推論では、前提は結論を信じる理由を与えてくれる。だとすると命令的推論では、前提は結論の言うとおりに行為する理由を与えてくれるのだ、と考える者がいるかもしれない。ロスのパラドックスはこの考えが誤りであることを示唆しているように見えるが、その深刻さの度合いについては多くの議論の主題となっている。

## 混合推論
次は、純粋な命令的推論の一例である。
P1. 皿を洗い、かつ部屋を片付けよ。
C1. ゆえに、部屋を片付けよ。
このケースでは、推論を構成するすべての文は命令文である。必ずしもすべての命令的推論がこの種のものではない。再び次を考えよう。
P1. 机からすべての本を取り去れ。
P2. 『算術の基礎』が机の上にある。
C1. ゆえに、『算術の基礎』を取り去れ。
この推論は、命令文と平叙文との両方で構成されており、命令文の結論をもつ、ということに注意せよ。
混合推論は論理学者にとって特別の興味を惹くものである。例えば、アンリ・ポアンカレは、一つの命令文も含まない前提の集合からは、命令文の結論を導くことはできない、と主張した。他方、R・M・ヘアは、前提の集合の中の平叙文のみからは導かれないような平叙文の結論は、その前提の集合から導くことはできないと主張した。これら主張の真偽について論理学者の間で意見の一致はなく、命令文と平叙文との混合推論は未だ盛んに論じられている。

## 応用
命令論理はそれ自体の興味深さから研究されるだけでなく、他の応用の観点からも研究される。道徳理論においては命令文が使用されるため、命令的推論は、倫理学やメタ倫理学の興味深いテーマとなる。

## 関連文献
- Charles Leonard Hamblin (1987). Imperatives. Basil Blackwell. ISBN 978-0-631-15193-7
- Peter B. M. Vranas (2010), IMPERATIVES, LOGIC OF*, Entry for The International Encyclopedia of Ethics
- Harry J. Gensler (2010). Introduction to Logic (2nd ed.). Taylor & Francis. pp. Chapter 12: Deontic and Imperative Logic. ISBN 978-0-415-99650-1 Covers mostly the approach of Héctor-Neri Castañeda.
- 守屋正通「方法二元論をめぐる最近の規範論理学的議論」『法哲学年報』第1971号、日本法哲学会、1972年、93-128頁、doi:10.11205/jalp1953.1971.93、ISSN 0387-2890、NAID 130003574831。